# Gnathia bengalensis
Gnathia bengalensis är en kräftdjursart som beskrevs av Kumari, Hanumantha Rao och Shyamasundari 1993. Gnathia bengalensis ingår i släktet Gnathia och familjen Gnathiidae. Inga underarter finns listade i Catalogue of Life.